# Église Notre-Dame-des-enfants
Pour l’article homonyme, voir Notre-Dame des Enfants.
L'église Notre-Dame-des-Enfants est un édifice religieux de la ville de Nîmes, dans le département du Gard et la région Occitanie.

## Localisation
L'édifice est situé 718 Rue de Bouillargues.

## Historique
La construction de l'église commence en 1932 avec l'architecte Poinsot dans le quartier de Beausoleil.
En 1937, Mgr Jean Girbeau s'adresse à tous les enfants catholiques du diocèse pour recueillir des fonds et les impliquer dans cette œuvre de construction. Les enfants se montrent très efficaces. L'évêque qui avait d'abord choisi de nommer cette église Saint-Félix en souvenir du premier évêque de Nîmes, la place alors sous le vocable de Notre-Dame des Enfants.
En 1941, les travaux continuent sous la direction de l'architecte Delmas.
En 1943, les vitraux sont installés.
Le 19 avril 1948, l'église est consacrée.

## Architecture
La coupole en béton translucide est l'œuvre du maître verrier Pierre Dindeleux.

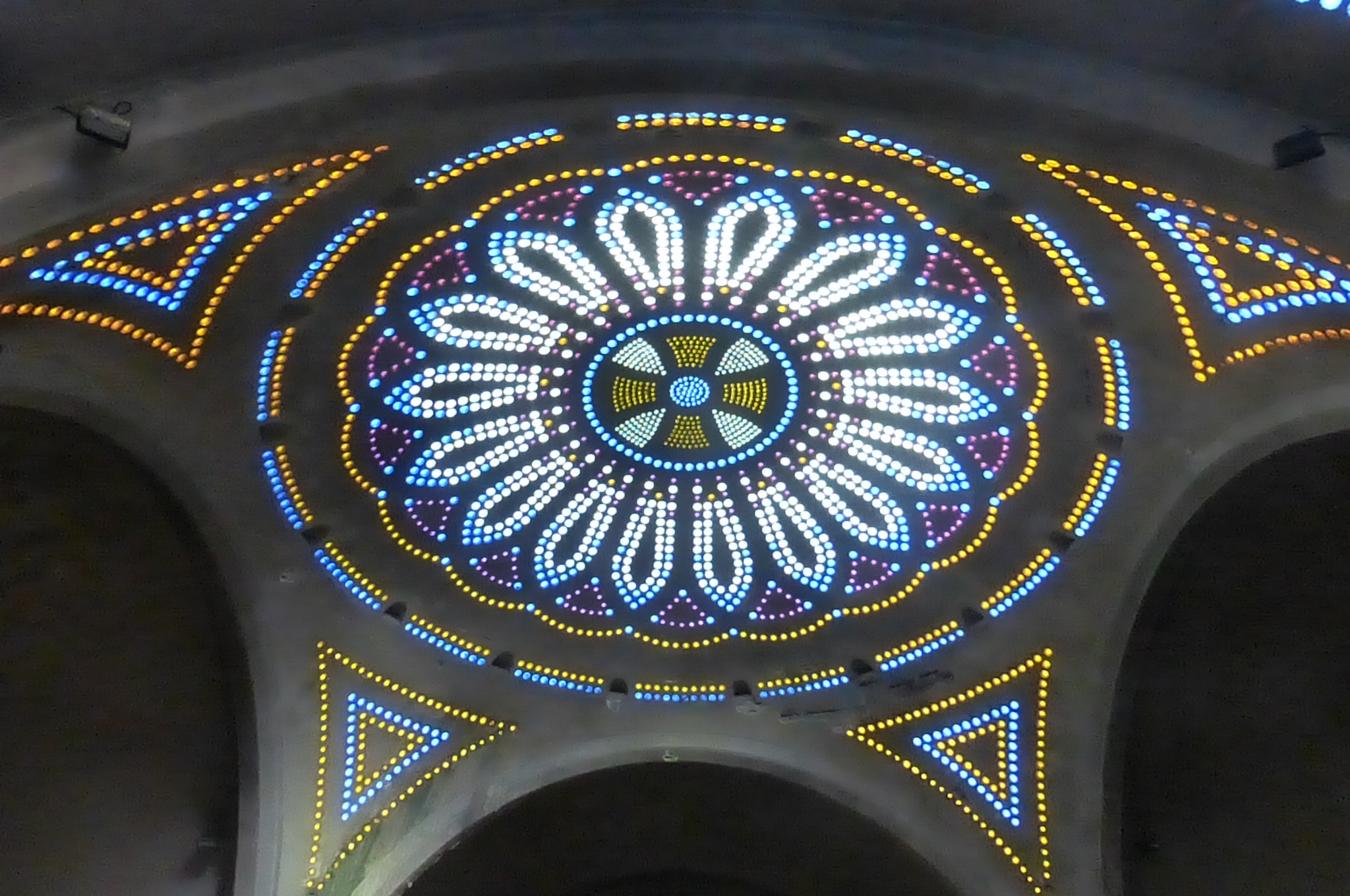
verrière en béton translucide

Le clocher s'élève quelques mètres à côté de l'église.

## Statue
La statue de Notre-Dame des Enfants est réalisée par Louis Botinelly et installée en 1946.

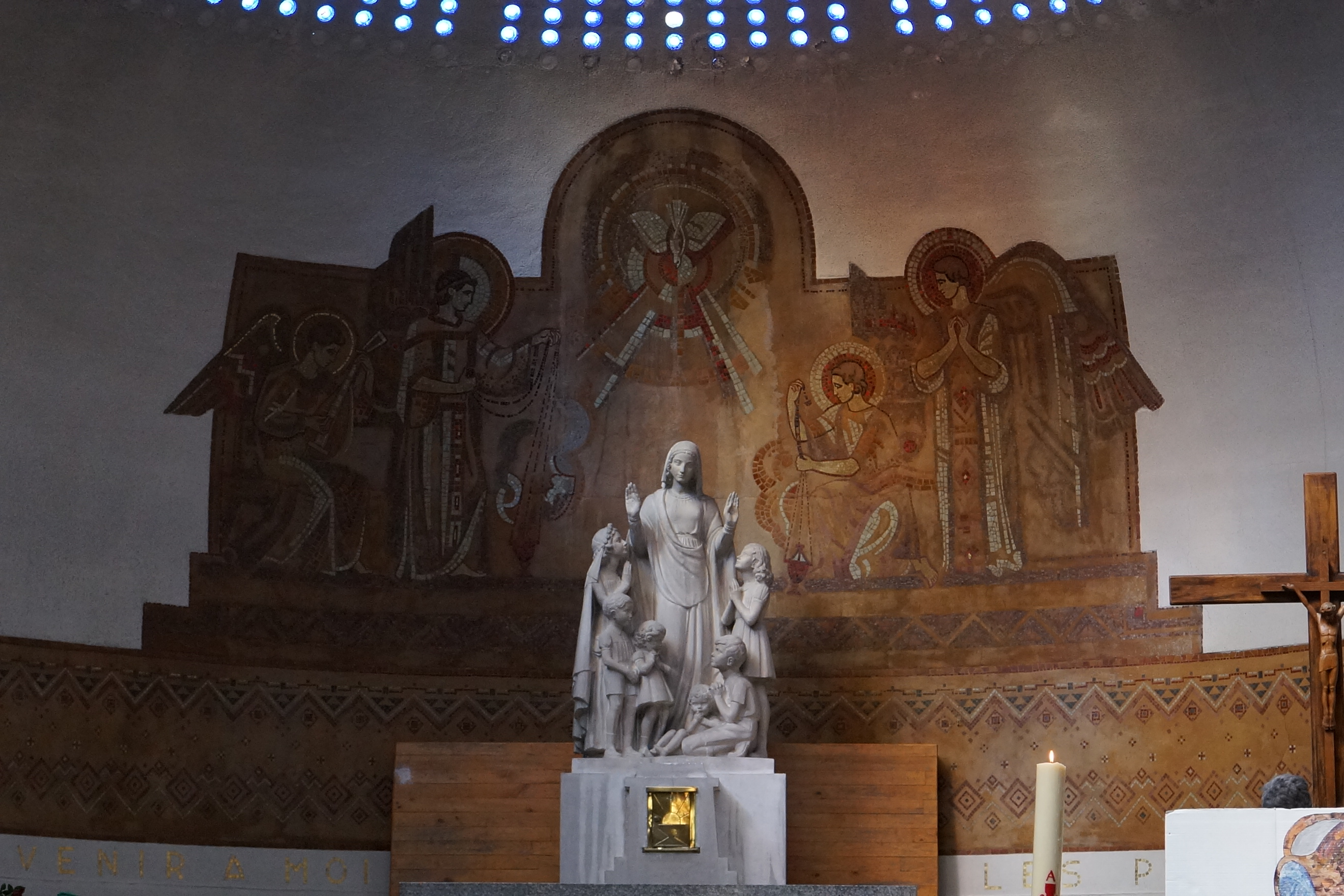
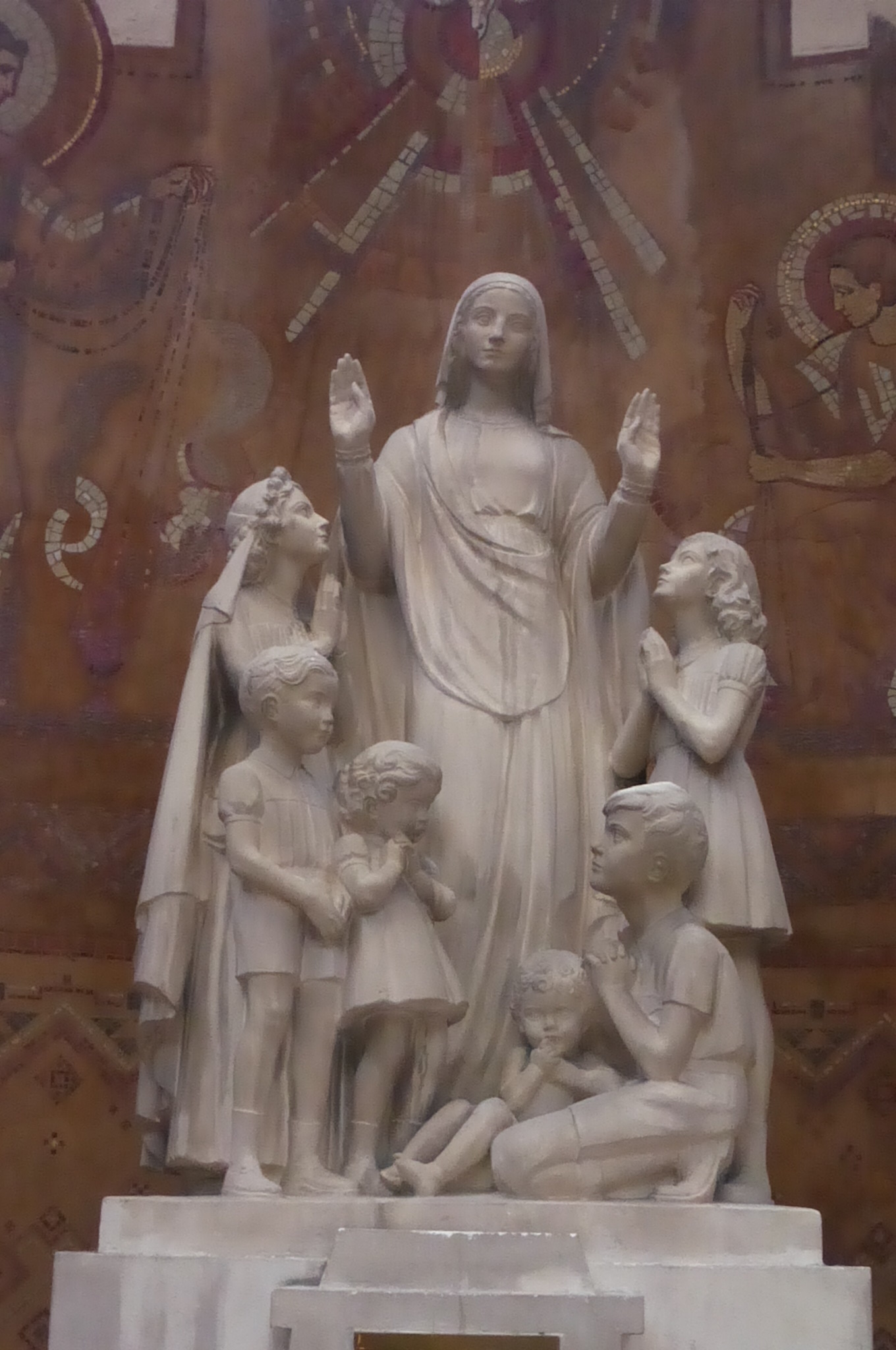
Statue de Notre-Dame des Enfants

## Vitraux
Les vitraux sont l'œuvre du maître verrier Charles Borie.

### Chapelles du transept

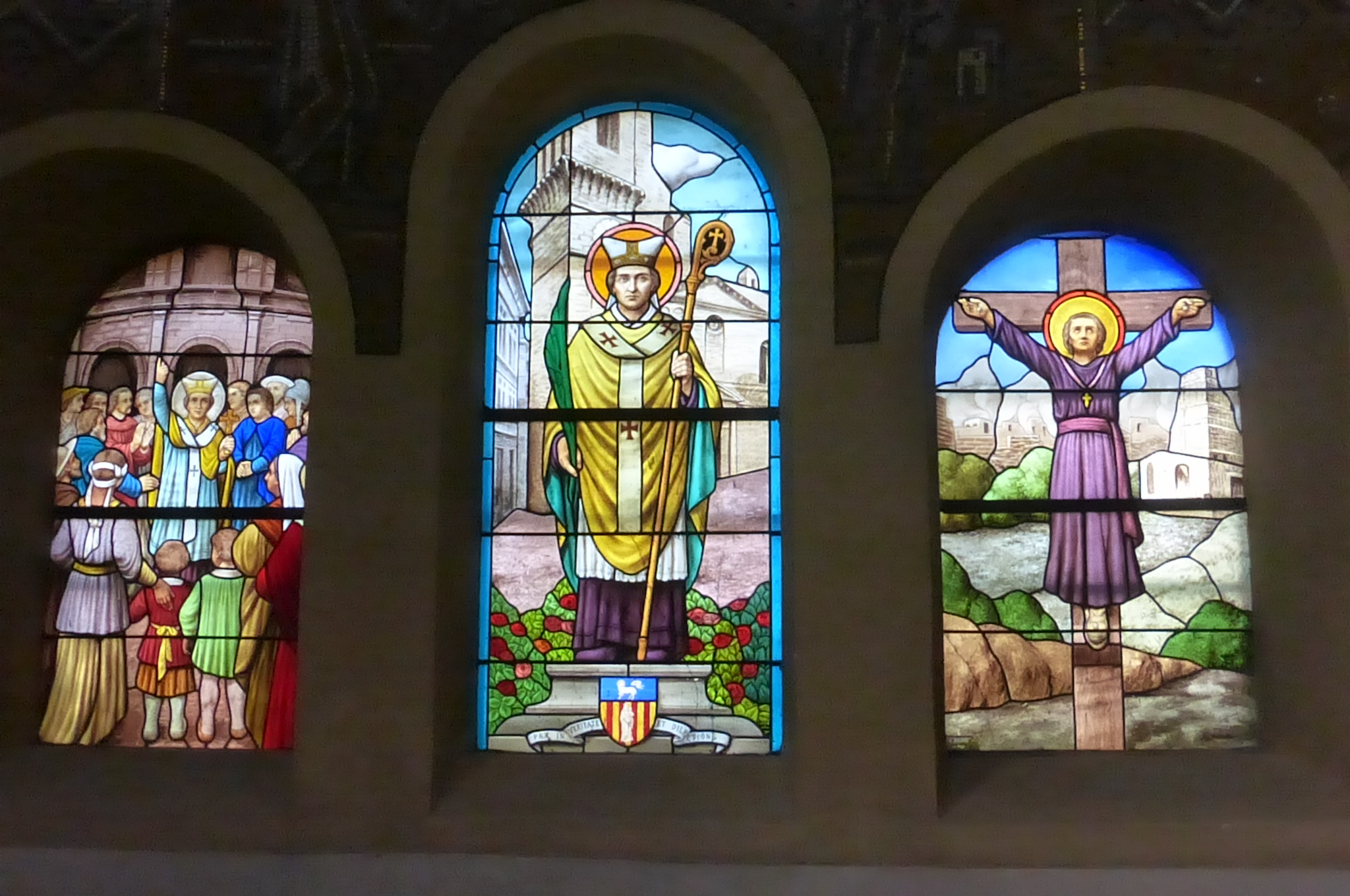
triptyque Saint Félix
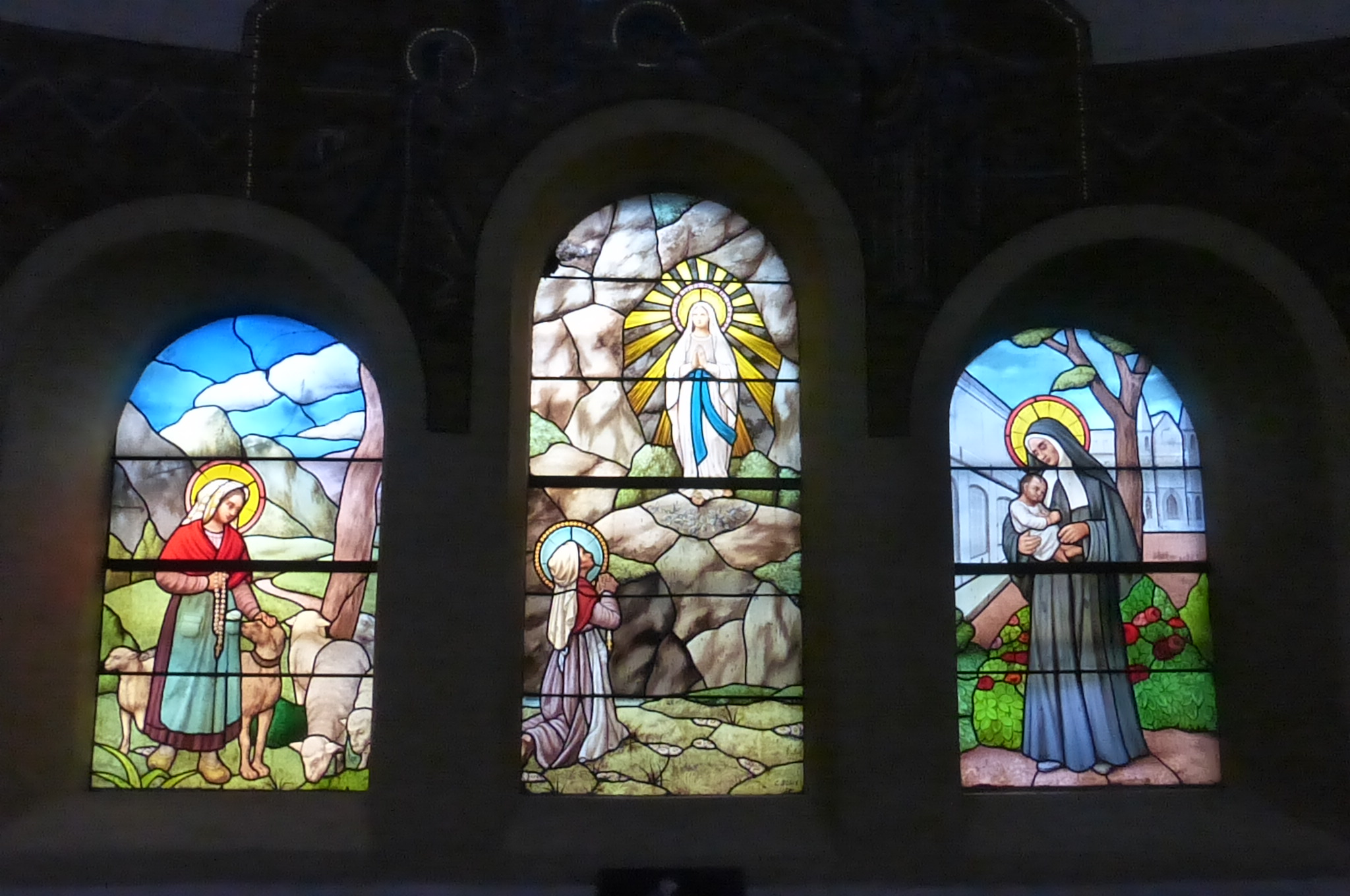
triptyque Sainte Bernadette

### Nef côté gauche
Lecture du vitrail de gauche à droite

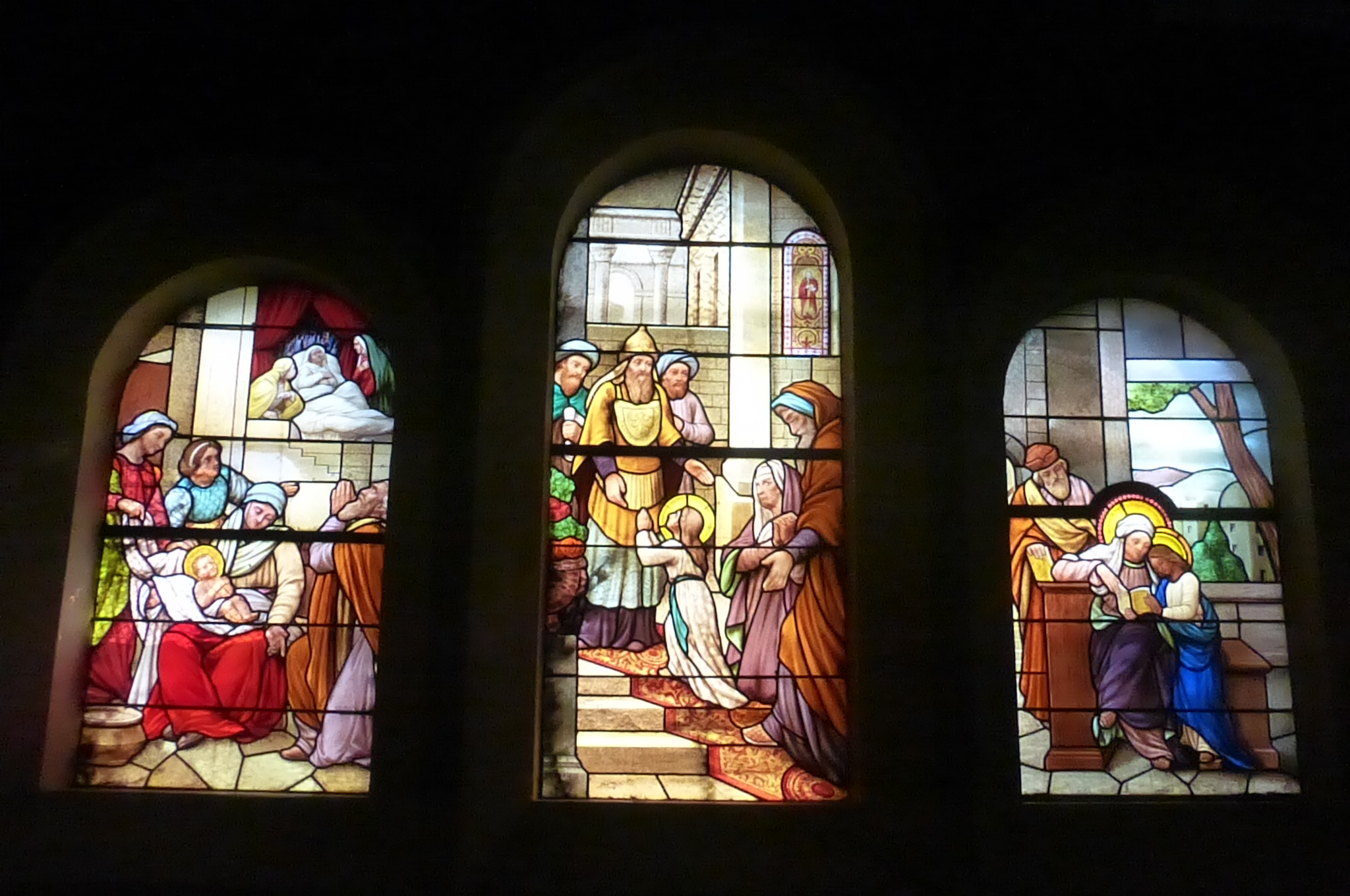
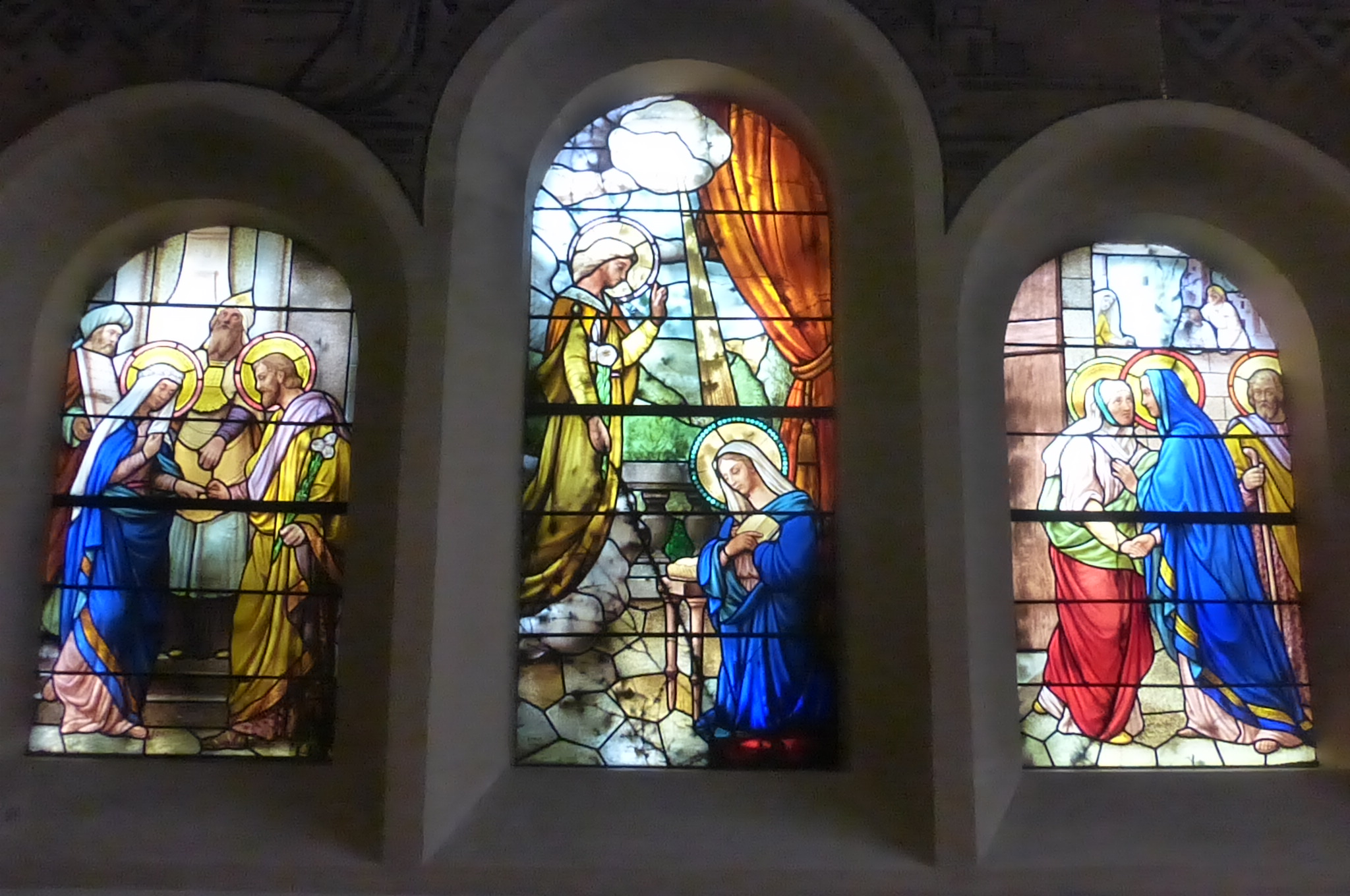
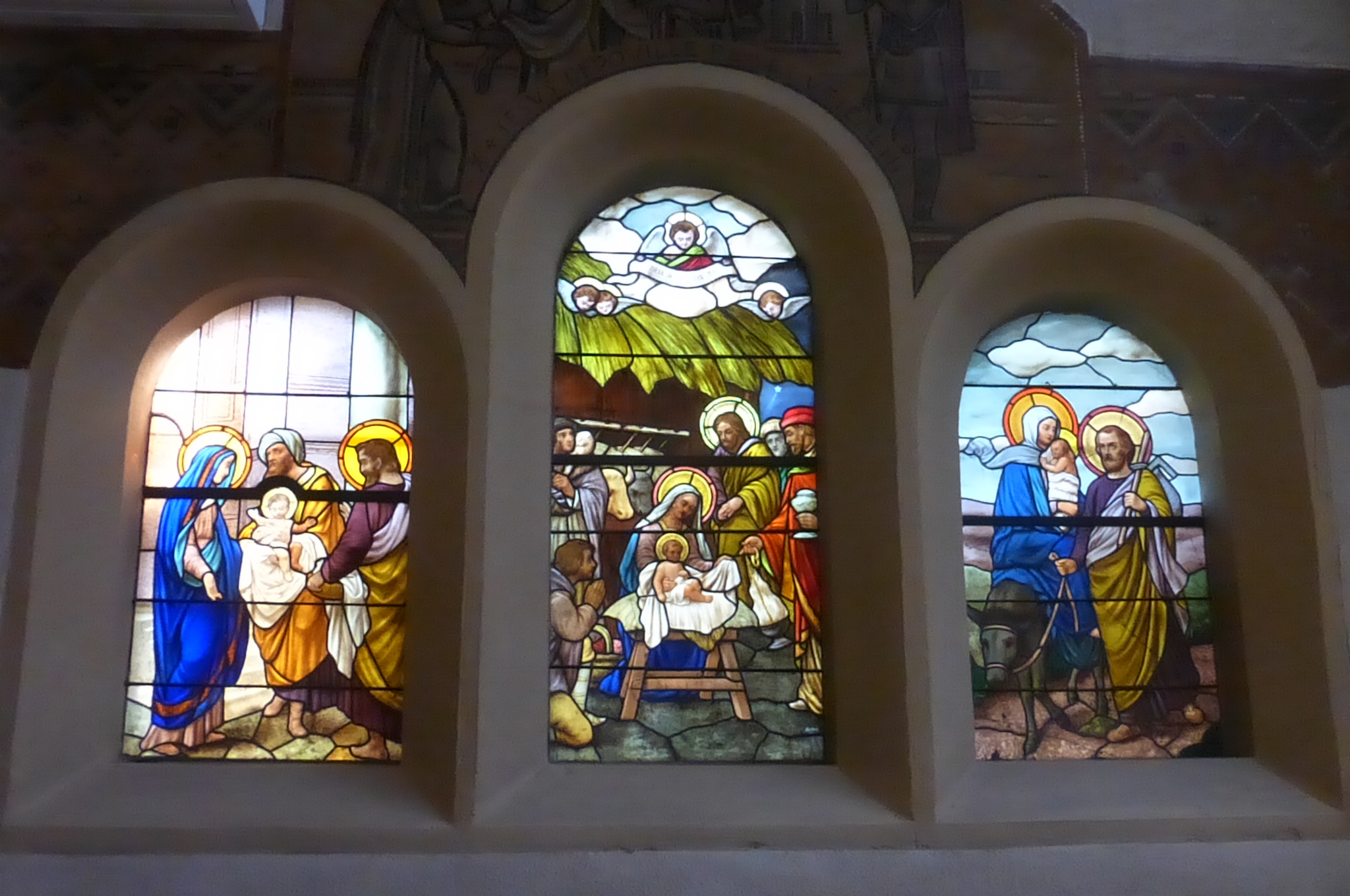

### Nef côté droit
Lecture du vitrail de droite à gauche

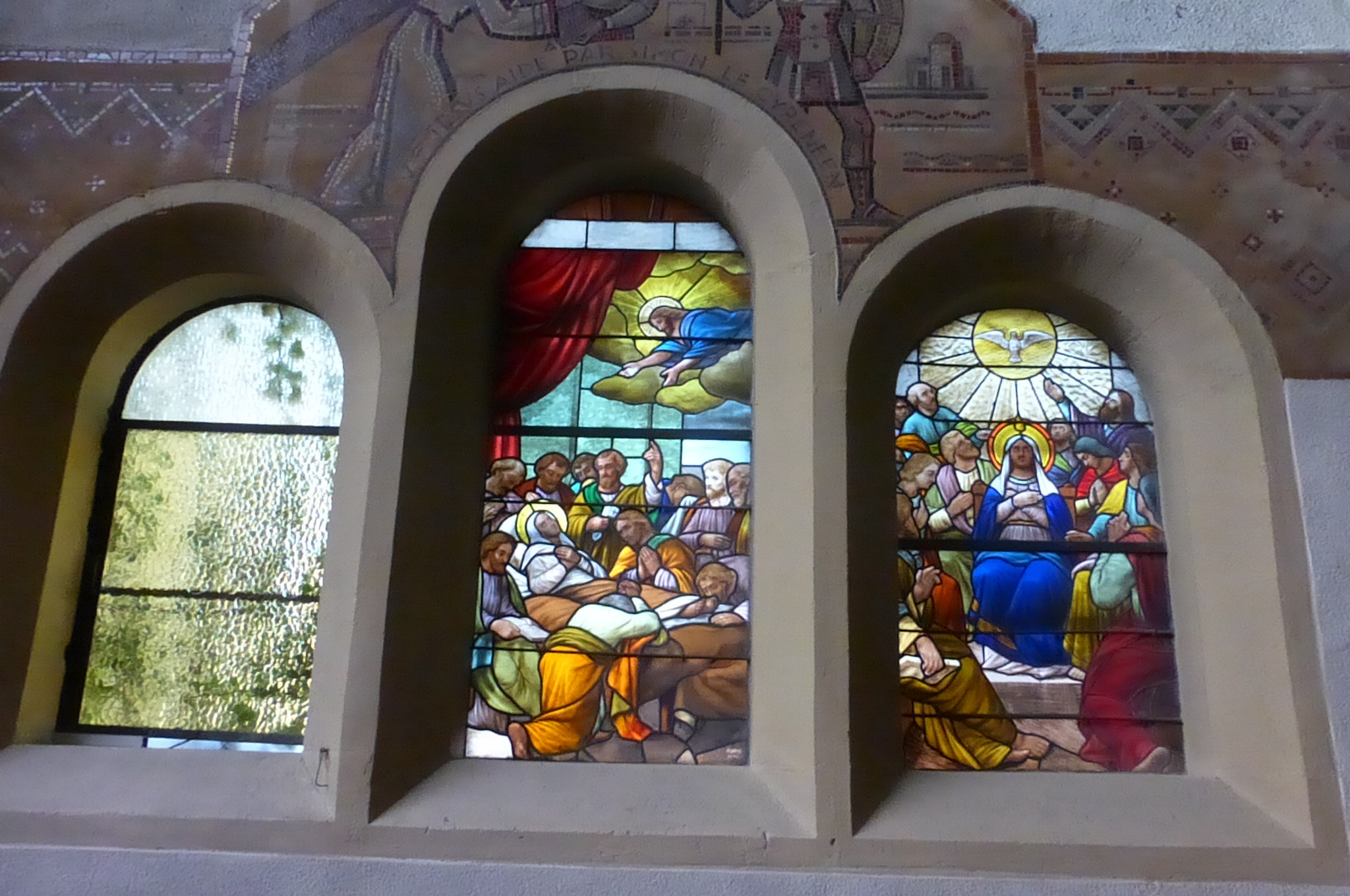
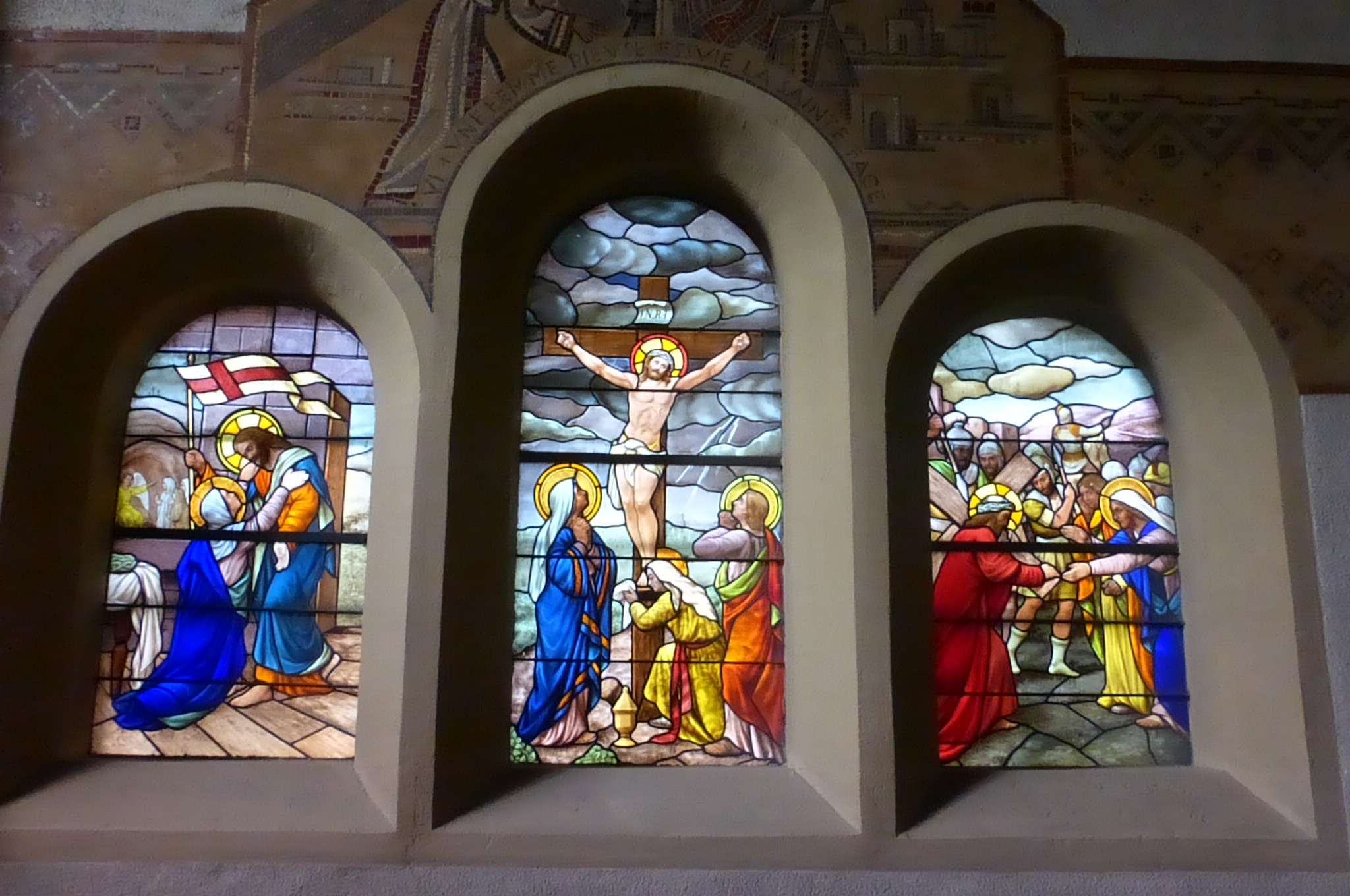
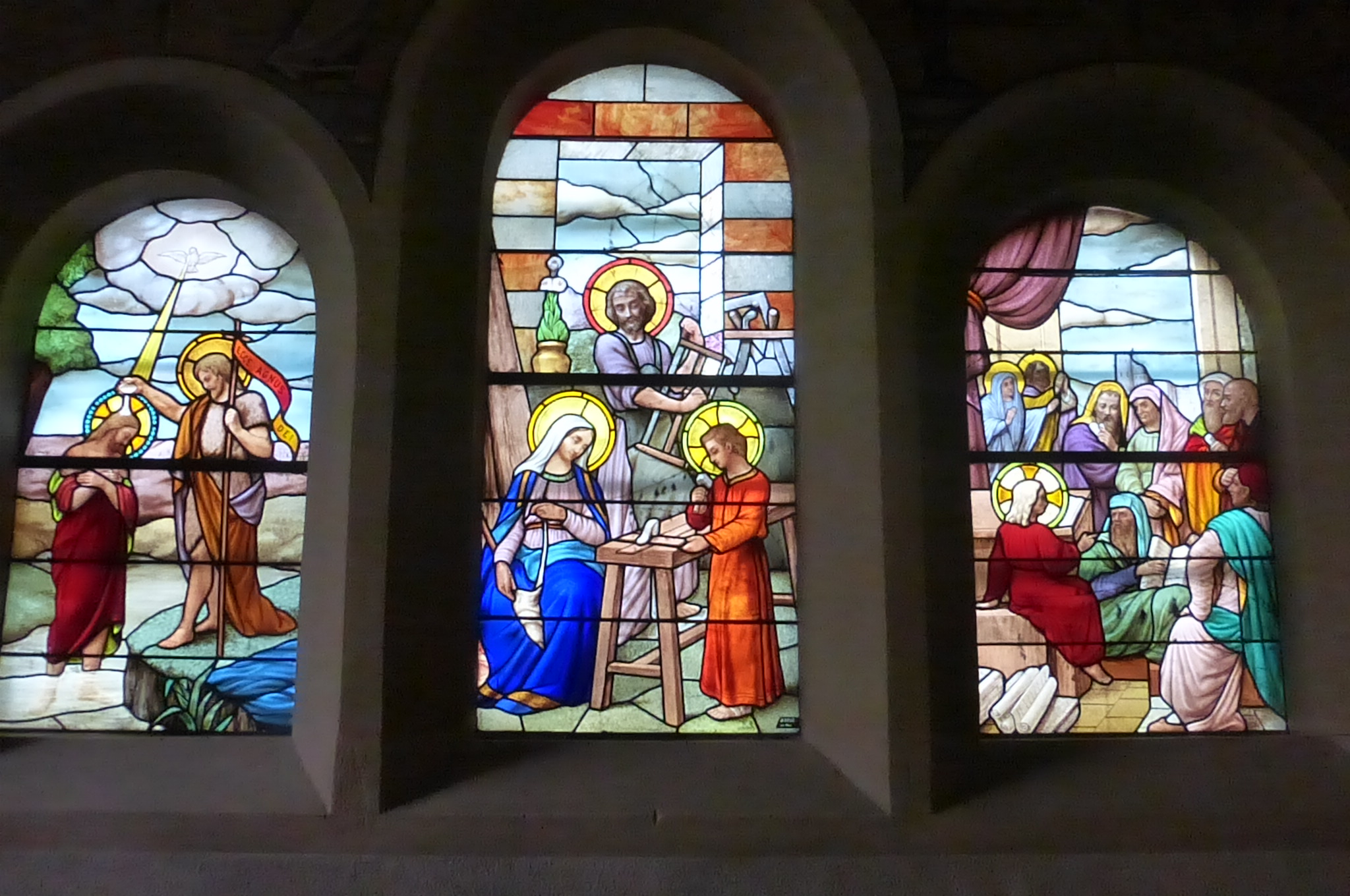

### Au-dessus de la porte d'entrée

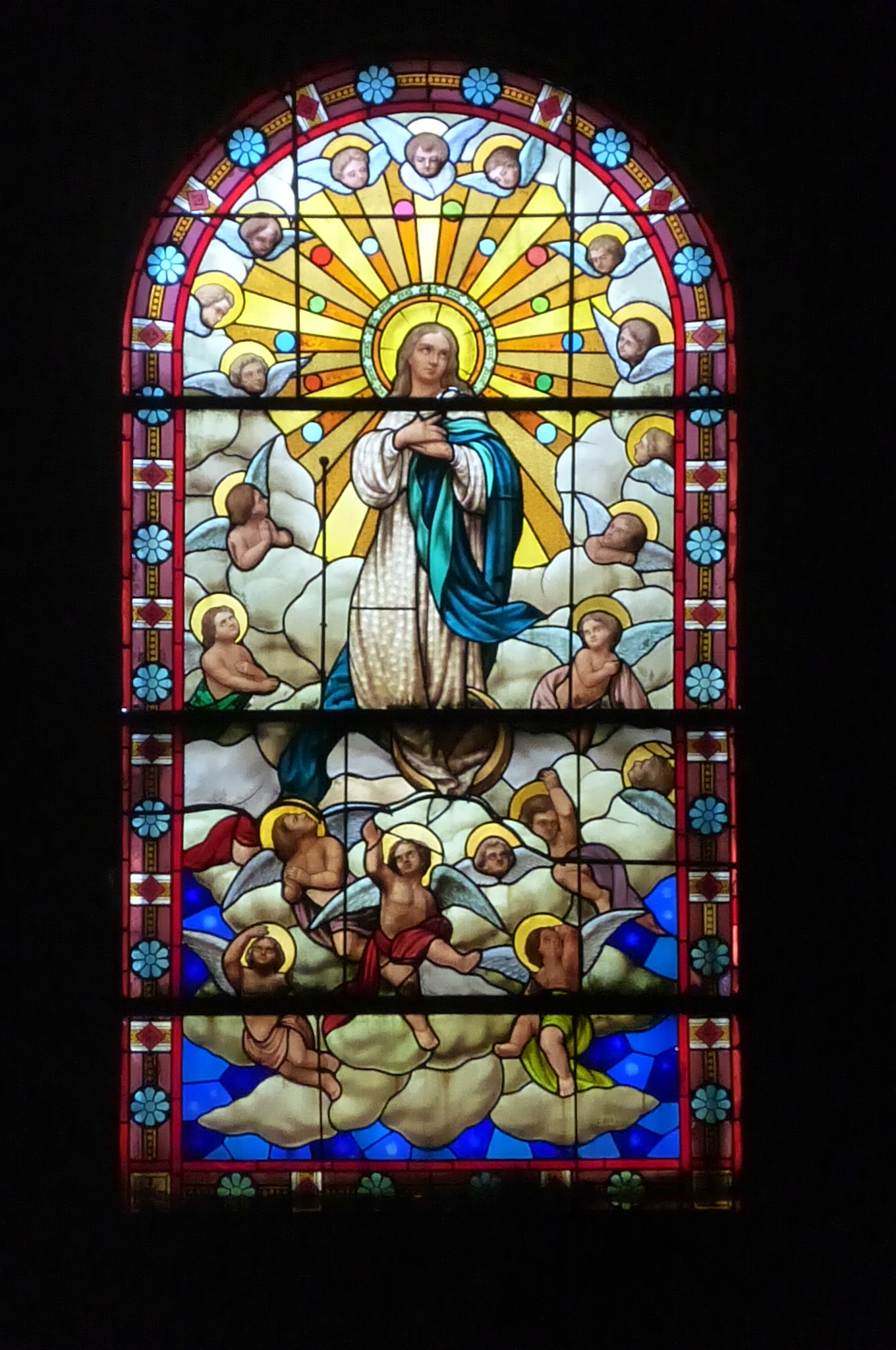
Assomption de Marie

## Mosaïques
Les mosaïques représentant le chemin de croix sont l'œuvre de Jean Gaudin.